# Касимкин, Александр Юрьевич
Александр Юрьевич Касимкин (род. 22 августа 1959, Свердловск, РСФСР, СССР) — советский и российский деятель органов внутренних дел. Начальник Управления внутренних дел по Пензенской области с 17 сентября 2008 по 1 апреля 2011. Начальник Управления МВД России по Пензенской области с 1 апреля 2011 по 10 сентября 2013. Генерал-майор полиции (2011).

## Биография
Родился 22 августа 1959 в Свердловске. Вырос в Башмаковском районе Пензенской области, учился в средней школе села Липовка.
В 1978 окончил факультет эксплуатации водного транспорта Калининградского высшего инженерного морского училища. В 1988 окончил Академию МВД СССР по специальности «правоведение», получив квалификацию «юрист».
После училища был направлен на работу в Таллин. В 1979 перешёл на работу в траловый флот.
С 1980 — в органах внутренних дел — проходил службу в Люберецком районе Московской области. С 1993 — в центральном аппарате МВД.
С 2005 по 2008 — главный инспектор инспекции Организационно-инспекторского департамента МВД России.
Указом Президента Российской Федерации в 2006 присвоено специальное звание «генерал-майор милиции».
С 17 сентября 2008 по 1 апреля 2011 — начальник Управления внутренних дел по Пензенской области.
Указом Президента Российской Федерации от 1 апреля 2011 присвоено специальное звание «генерал-майор полиции», после прохождения переаттестации в рамках реформы МВД. Тем же указом был переназначен начальником управления.
С 1 апреля 2011 по 10 сентября 2013 — начальник Управления МВД России по Пензенской области.

## Семья
Женат, имеет сына.

## Награды
- Орден Мужества (1995)
- Медаль ордена «За заслуги перед Отечеством» II степени (1997)